# Sporting CP (handboll)

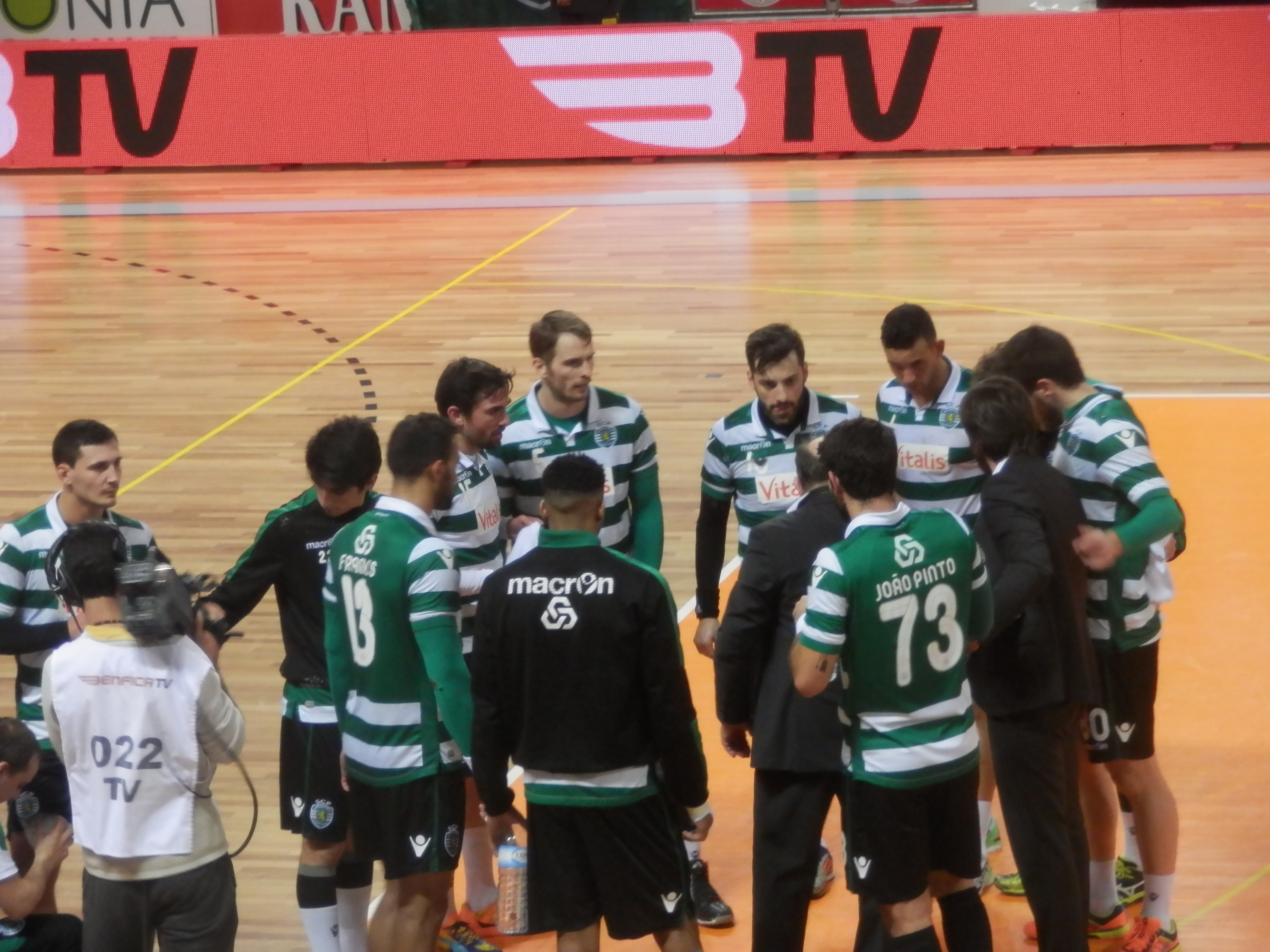
Sporting CP vid en match mot SL Benfica, 2016.

Sporting Clube de Portugal (Sporting CP), mer känd som Sporting Lissabon, är en handbollsklubb från Lissabon i Portugal. Laget har vunnit EHF Challenge Cup två gånger, 2010 och 2017, och kämpar mot främst rivalerna FC Porto om att vara Portugals mest framgångsrika klubb. Hemmaarena är sedan 2017 Pavilhão João Rocha, med plats för 3 000 åskådare.

## Spelartrupp
| Nr | Land              | Pos | Namn             |
| -- | ----------------- | --- | ---------------- |
| 1  | Kroatien          | MV  | Matej Asanin     |
| 16 | Slovenien · Qatar | MV  | Aljosa Cudic     |
| 86 | Slovenien         | MV  | Matevž Skok      |
| 2  | Kuba              | V9  | Pedro Valdés     |
| 5  | Portugal          | V9  | Edmilson Araújo  |
| 7  | Portugal          | M6  | Bosko Bjelanovic |
| 10 | Portugal          | H9  | Cláudio Pedroso  |
| 11 | Spanien           | M9  | Carlos Ruesga    |
| 13 | Kuba · Qatar      | V9  | Frankis Carol    |

| Nr | Land                            | Pos | Namn              |
| -- | ------------------------------- | --- | ----------------- |
| 15 | Portugal                        | V6  | Pedro Solha       |
| 17 | Portugal                        | M6  | Tiago Rocha       |
| 18 | Portugal                        | M9  | Carlos Carneiro   |
| 19 | Brasilien                       | H6  | Fábio Chiuffa     |
| 22 | Bosnien och Hercegovina · Qatar | H9  | Neven Stjepanovic |
| 29 | Rumänien                        | H6  | Valentin Ghionea  |
| 37 | Serbien                         | V6  | Ivan Nikčević     |
| 82 | Portugal                        | M6  | Luís Frade        |

## Meriter
- Mästare i Portugisiska ligan - 20
  - 1952, 1956, 1961, 1966, 1967, 1969, 1970, 1971, 1972, 1973, 1978, 1979, 1980, 1981, 1984, 1986, 2001, 2017, 2018, 2024

- Vinnare av Portugisiska cupen - 18
  - 1972, 1973, 1975, 1981, 1983, 1988, 1989, 1998, 2001, 2003, 2004, 2005, 2012, 2013, 2014, 2022, 2023, 2024

- Vinnare av Portugisiska supercupen - 4
  - 1998, 2002, 2014, 2023

- Vinnare av EHF European Cup - 2
  - 2010, 2017